# Хершел (кратер на Мимас)
Вижте пояснителната страница за други значения на Хершел (кратер).
Хершел е голям кратер на Сатурновия спътник Мимас. Кратерът е кръстен на астронома Уилям Хершел, който го открива през 1789 г.
Кратерът е толкова голям, че е учудващо как спътникът не се е разбил на парчета при удара. Дължината му е 130 км или около 1/3 от целия диаметър на Мимас. Стените му са приблизително 5 км високи, а на места дълбочината му достига 10 км. Ако кратерът беше на Земята и големината му бе съотнесена към тази на нашата планета то той би бил с диаметър 4000 км или приблизително площта на Канада. Ударът, при който Хершел е образуван почти е разрушил Мимас, като от другата страна се виждат издутини по повърхността, които са причинени от ударните вълни след сблъсъка.